# Nora Miedler

Nora Miedler (2010)

Nora Elisabeth Miedler (* 28. Dezember 1977 in Wien; † 11. Dezember 2018) war eine österreichische Schriftstellerin und Schauspielerin.

## Leben
Nora Miedler studierte Schauspiel am Konservatorium Wien und war bis zur Geburt ihrer Tochter als Schauspielerin tätig. Neben einer Episodenrolle in Kommissar Rex war sie an Theatern in Österreich und in der Schweiz (u. a. Bernhard-Theater Zürich, Theater Winterthur, Seefestspiele Mörbisch, Stadttheater Mödling, Theater Rabenhof, Burg Liechtenstein) tätig. Sie spielte Molière und Shakespeare, Sartre, Neil Simon, Nestroy und wirkte in Operetten mit.
Miedler war Mitglied des Syndikats, einer Vereinigung deutschsprachiger Krimiautoren. Sie starb im Dezember 2018, kurz vor ihrem 41. Geburtstag, nach schwerer Krankheit. Ihr Grab befindet sich auf dem Neustifter Friedhof in Wien.

## Werke

### Romane
- Warten auf Poirot. Argument, Hamburg 2009, ISBN 978-3-86754-182-4. (SWR2-Hörspiel in einer Bearbeitung von Heidi Knetsch und Stefan Richwien, 2012)
- Die Musenfalle. Argument, Hamburg 2010, ISBN 978-3-86754-190-9.
- Aschenpummel. Ullstein, Berlin 2012, ISBN 978-3-548-28342-5.
- Schatzsuche. List, Berlin 2013, ISBN 978-3-548-61148-8.
- Lügenprinzessin. Arena, Würzburg 2013, ISBN 978-3-401-06838-1.
- Funkentanz. Arena, Würzburg 2014, ISBN 978-3-401-06922-7.
- Kühlschrank-Chroniken: Ein WG-Roman. Arena, Würzburg 2016, ISBN 978-3-401-60116-8.
- Zuckerwatteträume: Warum kann man Fettnäpfchen nicht einfach aufessen? Arena, Würzburg 2017, ISBN 978-3-401-60341-4.
- Ich wär dann bereit fürs Happy End. Arena, Würzburg 2018, ISBN 978-3-401-60365-0.

### Hörbücher
- Warten auf Poirot. Hörbuch, gelesen von Nora Miedler. Mono Verlag, Wien 2013, ISBN 978-3-902727-39-8.

## Verfilmung
Motive von Warten auf Poirot wurden 2013 für das Drehbuch des Fernsehfilms Blutsschwestern (ORF) bzw. Die Tote in der Berghütte (ZDF) in Koproduktion mit dem ZDF und dem ORF unter der Regie von Thomas Roth verwendet.

## Auszeichnungen
- 2010 Nominierung zum Leo-Perutz-Preis mit Warten auf Poirot